# Ayr Castle
Ayr Castle ist eine abgegangene Burg in Ayr in der schottischen Council Area South Ayrshire. Sie galt einst als königliche Burg, aber heute ist nichts mehr von ihr erhalten.

## Geschichte
1197 ließ König Wilhelm der Löwe die Burg erbauen und 1205 schuf er eine Burgh in Ayr. Die Burg wurde 1263 von den Truppen des norwegischen Königs Håkon Håkonsson eingenommen.
Robert the Bruce ließ die Burg, die von den Engländern unter der Führung von Henry Percy, 1. Baron Percy, eingenommen worden war, niederbrennen. 1542 wurde die wiederaufgebaute Burg mit einer Garnison französischer Truppen belegt und scheint, noch vor der Einnahme durch Oliver Cromwell, zwischen 1650 und 1651 abgerissen worden zu sein.